# Viola perinensis
Viola perinensis W.Becker – gatunek roślin z rodziny fiołkowatych (Violaceae). Występuje naturalnie w południowej Bułgarii oraz północnej Grecji. 

## Morfologia
PokrójBylina dorastająca do 6–8 cm wysokości, tworzy kłącza.
LiścieBlaszka liściowa ma podługowaty kształt. Mierzy 1,5–2,5 cm długości, jest całobrzega (sporadycznie płytko ząbkowana na brzegu), ma sercowatą nasadę i tępy wierzchołek. Ogonek liściowy jest nagi i ma 3–5 cm długości. Przylistki są podługowate.
KwiatyPojedyncze, wonne, wyrastające z kątów pędów. Korona kwiatu mierzy 2 cm średnicy. Płatki mają żółtą lub niebieskofioletową barwę; płatki górne są skierowane do góry, okrągłe lub prawie okrągłe, boczne są wygięte w kierunku górnych, znacznie zachodząc na nie, natomiast płatek dolny jest odwrotnie sercowaty, z podłużnymi fioletowymi żyłkami oraz krótką i grubą ostrogą.
OwoceTorebki.

## Biologia i ekologia
Rośnie na skałach wapiennych oraz terenach kamienistych, skalistych lub trawiastych z płytką glebą, rzadko spotykany w lasach iglastych. Tworzy rozproszone populacje; na skałach tworzy większe zbiorowiska, a na obszarach skalistych i trawiastych rośnie w małych grupach lub samotnie. Występuje na wysokości od 1100 do 2800 m n.p.m. Kwitnie od maja do sierpnia, natomiast owoce pojawiają się od lipca do września. 